# عقود اسلامی
عقود اسلامی در اسلام به قالب‌های تعیین شده برای روابط حقوقی افراد می‌پردازد. گرچه برخی فقها قرار داد میان افراد را منحصر به همین موارد دانسته‌اند، اما اکثریت فقها معتقدند که خارج از این چهارچوب نیز افراد می‌توانند به انعقاد قرار داد بپردازند. قانون مدنی ایران به تبعیت از دیدگاه دوم در ماده ۱۰ خود هر قراردادی را که مخالف صریح قانون نباشد معتبر دانسته‌است.
بانک‌ها در بانکداری اسلامی  به‌طور مجاز به مردم تسهیلات مالی اعطا می‌کنند و مردم به‌طور غیرمستقیم در سرمایه گذاری شرکت دارند. عقود یازده گانهٔ اسلامی، اقتصاد را در اسلام شکل می‌دهند. این عقود عبارت‌اند از:
۱- قرض‌الحسنه: قراردادی است که در آن یکی از طرفین قرارداد مقدار معینی از مال خود را در زمان حال به دیگری واگذار می‌کند. در مقابل، قرض گیرنده، متعهد می‌شود که عین مال یا قیمت آن را در زمان معین باز پس دهد. یک طرف قرارداد می‌تواند بانک و طرف دیگر مشتری بانک باشد.
۲- مضاربه: قراردادی است که به موجب آن بانک سرمایه را تأمین می‌کند و طرف دیگر با آن به تجارت می‌پردازد و در نهایت سود حاصل از سرمایه بین بانک و طرف دیگر تقسیم می‌شود.
۳- مشارکت مدنی: قراردادی بازرگانی است که به موجب آن دو یا چند شخص حقیقی یا حقوقی از جمله بانک، سرمایهٔ نقدی یا جنس بعوان سرمایه خود را به شکل مشاع و به منظور ایجاد سود در هم می‌آمیزند.
۴- مشارکت حقوقی: قراردادی است که طی آن بانک قسمتی از سرمایهٔ شرکت‌های سهامی جدید را تأمین یا قسمتی از سهام شرکت‌های سهامی موجود را خریداری می‌کند و از این طریق در سود آن‌ها شریک می‌شود.
۵- فروش اقساطی: بانک‌ها بنا به تقاضای کتبی مشتریان خود، ماشین آلات و تأسیساتی را که عمر مفید آن‌ها بیش از یک سال است، خریداری می‌کنند و به صورت قسطی به مشتریان می‌فروشند.
۶- معاملات سلف: بانک محصولات تولیدی آیندهٔ بنگاه‌ها را پیش خرید می‌کند.این قرارداد ازناحیه فروشنده پیش فروش یاقرارداد سلم نامیده می‌شود.
۷- اجاره به شرط تملیک: طبق این قرارداد، بانک مورد اجاره را تهیه کرده و در اختیار مشتری قرار می‌دهد و در صورتی که مستأجر به تعهدات خود عمل کرده و اقساط را تأدیه نماید، در پایان مدّت اجاره، مالک عین مال مورد اجاره می‌شود.
۸- جعاله: طبق قرارداد، کارفرما تعهد می‌کند که در قبال عمل مشخص کارگزار یا عامل، اجرت معینی به او بپردازد.
۹- مزارعه: این قرارداد، بانک زمین مشخصی را برای مدت معین در اختیار طرف دیگر قرار می‌دهد تا در آن کشاورزی کند. در نهایت سود حاصل بین طرفین تقسیم می‌شود.
این اوراق یکی از ابزارهای مالی مبتنی بر اصول بانکداری اسلامی است که برای تأمین مالی کشاورزی و حمایت از تولید پایدار طراحی شده است.
۱۰- مساقات: قراردادی است میان صاحب باغ و دیگری که به ازای دریافت مقداری از محصول، کار نگهداری از باغ و برداشت را انجام می‌دهد.
۱۱- خرید دین: طبق این قرارداد، بانک‌ها می‌توانند اسناد و اوراق تجاری متعلق به واحدهای تولیدی، بازرگانی و خدماتی را تنزیل کنند.